# Pterolophia flavopostscutellaris
Pterolophia flavopostscutellaris är en skalbaggsart som beskrevs av Stefan von Breuning 1964. Pterolophia flavopostscutellaris ingår i släktet Pterolophia och familjen långhorningar.
Artens utbredningsområde är Filippinerna. Inga underarter finns listade i Catalogue of Life.